# Center for offentlig innovation
Center for Offentlig Innovation er et nationalt center underlagt Finansministeriet, oprettet i 2013, hvis formål er at øge effektiviteten og kvaliteten af den offentlige sektor gennem innovation. Dette gøres ved at facilitere spredningen af innovative løsninger i den offentlige sektor, forbedre og forenkle evalueringen af innovative tiltag på offentlige arbejdspladser, udbrede statistiske oplysninger om statslige, regionale og kommunale arbejdspladser, samt etablere og drive videndelingsnetværk.
Center for Offentlig Innovation er ligeligt finansieret af regeringen og Kommunernes Landsforening.